# Carrière de Guerville
Carrière de Guerville este o arie protejată (sit de importanță comunitară — SCI) din Franța întinsă pe o suprafață de 79,89 ha, integral pe uscat.

## Localizare
Centrul sitului Carrière de Guerville este situat la coordonatele 48°57′50″N 1°45′49″E / 48.96389°N 1.76361°E.

## Înființare
Situl Carrière de Guerville a fost declarat arie specială de conservare în baza directivei 92/43 din 1992 referitoare la conservarea habitatelor naturale și a faunei și florei sălbatice pentru a proteja 1 specie de plante.

## Biodiversitate
Situată în ecoregiunea atlantică, aria protejată conține 1 habitat natural: Pajiști uscate seminaturale și facies de acoperire cu tufișuri pe substraturi calcaroase (Festuco-Brometalia) (* situri importante pentru orhidee).
La baza desemnării sitului se află mai multe specii protejate de plante (1): Sisymbrium supinum
Pe lângă speciile protejate, pe teritoriul sitului au mai fost identificate 2 specii de păsări, 1 specie de amfibieni, 1 specie de nevertebrate.